# Дејан Османовић
Дејан Османовић (Врање, 29. јануар 1973) је бивши српски фудбалер који је играо на позицији нападача.

## Каријера
Каријеру је започео у родном граду 1991. играјући за Динамо из Врања. 1996. године прелази у Хајдук из Куле, где је доживео пуну афирмацију, а у сезони 1998/99 је чак био и најбољи стрелац Прве лиге СРЈ са 16 голова. 2000. године на кратко одлази у редове шпанског друголигаша Екстремадуре, где је одиграо само 3 првенствене утакмице, али се исте године враћа у Хајдук. У првом повратку у Хајдук, сезону 2000/01 завршава са 24 утакмице и 25 голова, чиме је био други на листи стрелаца Прве лиге. 2001. године је играо за бразилског прволигаша Виторију Баија. Исте године се по трећи пут враћа у Хајдук. Сезону 2004/05 проводи на позајмици у Будућности Банатски Двор, након повратка са позајмице играо је још 2 и по сезоне у Хајдуку. 2007. године прелази у Бежанију, а затим исте године у Смедерево. Други део сезоне 2007/08. проводи на позајмици у Банату, а 2008. на крају сезоне и потписује уговор са тим клубом. Први део сезоне 2008/09 је играо у Банату, а у другом делу је био на позајмици у Динаму из Врања. 2009. године прелази у Динамо Врање, где је провео једну и по сезону. 2011. године игра у Бежанији.

## Репрезентација
За сениорску репрезентацију СР Југославије је одиграо 3 утакмице, али без постигнутог гола. Све три утакмице је одиграо 2001. на Интернационалном турниру „Сахара куп“ у Индији, али пошто то нису биле званичне утакмице репрезентације, ови наступи му се званично не рачунају. Прва утакмица у националном дресу је била 14. јануара у групној фази тог турнира против Босне и Херцеговине (1:1), а последња у финалу турнира 25. јануара поново против Босне и Херцеговине (2:0).

## Успеси
- ФК Хајдук Кула
  - Најбољи стрелац Прве лиге СР Југославије: 1998/99. (16 голова)